# Thisted (gemeente)
Thisted is een gemeente in de Deense regio Nordjylland (Noord-Jutland). Bij de herindeling van 2007 werden de volgende gemeentes bij Thisted gevoegd:Hanstholm, Sydthy. De huidige gemeente telt 43.826 inwoners (2017).
De oude gemeente Thisted had een oppervlakte van 563,64 km² en 29.133 inwoners.

## Plaatsen in de gemeente
- Agger
- Bedsted
- Frøstrup
- Hanstholm
- Hillerslev
- Hørdum
- Hundborg
- Hurup
- Klitmøller
- Koldby
- Nørre Vorupør
- Nors
- Øsløs
- Østerild
- Ræhr
- Sennels
- Sjørring
- Snedsted
- Sundby
- Thisted
- Vesløs
- Vestervig
- Vilsund Vest
- Ydby

## Partnergemeenten
- Jõhvi
- Loimaa
- Mosfellsbær
- Skien
- Uddevalla
- Baja

Aalborg · Brønderslev · Frederikshavn · Hjørring · Jammerbugt · Læsø · Mariagerfjord · Morsø · Rebild · Thisted · Vesthimmerland
- International Standard Name Identifier: 0000 0004 0414 188X
- MusicBrainz: 308eda4c-149c-4b7b-af13-35367322d891